# Liara
A Liara egy ritka női név. Magyarországon 2020. július 1-től szerepel az MTA Nyelvtudományi Intézete által jóváhagyott női utónevek listájában.[forrás?]

## Névnapok
- Június 17.
- Július 15.

## Jelentése
Fényesség, fényem, ragyogás, a béke istennője, a tenger istene

## Eredete
Ír mitológiai / héber eredetű.[forrás?]

## Híres Liarák
- Liara T'Soni a Mass Effect sorozat egyik karaktere[forrás?]

## Hasonló nevek
- Lara
- Lia
- Lira